# Rosmualdo Visintini
Rosmaldo Visintini (Villa del Totoral, Córdoba, 7 de agosto de 1930-16 de junio de 2010) fue un piloto argentino de automovilismo de velocidad, destacándose en dicho deporte durante los años 1960 y principios de los 1970. Fue quíntuple campeón argentino de Turismo Mejorado en 1965, 1966, 1967, 1968 y 1970, siempre en la clase C de la especialidad y a bordo de un DKW Auto Union 1000 S, siendo considerado uno de los máximos plusmarcas de la categoría en general y a su vez, un notable referente de la marca Auto Union en el automovilismo argentino.
Desarrolló su carrera deportiva compitiendo íntegramente en el Turismo Nacional, donde además de ser referente de Auto Union, supo competir también para el fabricante estatal argentino Dinfia y en sus últimos años, para Fiat. 
Debido a su relación laboral como operario de Dinfia, en los años 1960 revolucionó el ambiente automotor al inscribir a una unidad Institec Graciela en el Gran Premio Internacional Standard Argentino. Años después, incursionó con dicho automóvil en el Gran Premio Argentino, inscribiéndose un equipo con tres unidades que llegaron a completar la exigencia. En 1962 y con la misma unidad, se presentó a competir en la Vuelta al Pan de Azúcar, donde consiguió ganar en su clase, derrotando a Vicente Formisano quien piloteaba un Auto Union y completando la competencia general en la tercera ubicación. Tras esta competición, recibió como regalo de la fábrica el coche que utilizó y con el que continuó realizando competencias ya sin apoyo oficial de fábrica.
Falleció el 16 de junio de 2010 en su Villa del Totoral natal. Tenía 79 años.

## Palmarés
| Título  | Categoría                 | Marca                 | Año  |
| ------- | ------------------------- | --------------------- | ---- |
| Campeón | Turismo Mejorado, Clase C | DKW Auto Union 1000 S | 1965 |
| Campeón | Turismo Mejorado, Clase C | DKW Auto Union 1000 S | 1966 |
| Campeón | Turismo Mejorado, Clase C | DKW Auto Union 1000 S | 1967 |
| Campeón | Turismo Mejorado, Clase C | DKW Auto Union 1000 S | 1968 |
| Campeón | Turismo Mejorado, Clase C | DKW Auto Union 1000 S | 1970 |